# Suore del Bambino Gesù
Le suore del Bambino Gesù (in francese Sœurs de l'Enfant Jésus) sono un istituto religioso femminile di diritto pontificio: i membri di questa congregazione, dette popolarmente dame di Saint-Maur, pospongono al loro nome la sigla I.J.S.

## Storia

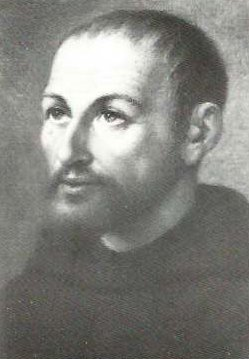
Nicolas Barré, fondatore della congregazione

La congregazione venne fondata nel 1666 a Rouen dal frate minimo Nicolas Barré (1621-1686): già docente di teologia scolastica nel convento di Place Royale a Parigi, nel 1647 padre Barré aveva iniziato ad aprire scuole di carità gratuite per i fanciulli poveri e a istituire delle comunità di maestre che si occupassero della loro direzione.
Continuò tale opera anche a Rouen, dove riunì un gruppo di giovani donne aristocratiche e diede loro la regola del III ordine dei minimi: tale comunità venne approvata come congregazione religiosa dall'arcivescovo di Rouen. Nel 1674 Barré aprì un seminario per la formazione delle sue suore con sede in rue de Saint-Maur: le religiose presero quindi a essere appellate Dame di Saint-Maur.
La congregazione si espanse rapidamente a Parigi, in Linguadoca e in Aquitania: a metà del XIX secolo vennero aperte sedi anche in Malaysia, a Singapore e in Giappone. Venne approvata dalla Santa Sede con decreto del 21 novembre 1866: le sue costituzioni vennero approvate nel 1892.

## Attività e diffusione
Le dame di Saint-Maur hanno per fine l'istruzione e l'educazione cristiana della gioventù.
Sono presenti in Europa (Irlanda, Italia, Regno Unito, Repubblica Ceca, Spagna), in Africa (Camerun, Nigeria), in Asia (Giappone, Malaysia, Singapore, Thailandia) e in America meridionale (Bolivia, Perù): la sede generalizia è a Pound Hill, in Inghilterra.
Al 31 dicembre 2005 l'istituto contava 741 religiose in 153 case.